# Soma (artista)
Soma   (València, 1977) és un muralista i il·lustrador valencià que va residir tretze anys a Palma, on va arribar a exposar la seua obra al Casal Solleric i és fill predilecte de Canamunt el barri on residia. És conegut pel seu compromís amb els moviments socials i per ser especialment crític amb el turisme de masses.

## Obra publicada
- Pintamurs.  Carcaixent: Sembra Llibres, 2020. ISBN 978-84-16698-49-3.[5]